# William E. Shay
William E. Shay (New York, 16 settembre 1866 – ...) è stato un attore statunitense del cinema muto. Ha girato la quasi totalità dei suoi film negli anni dieci.
Non va confuso con William Shea (1851-1918), un attore che lavorò per la Vitagraph.

## Biografia
Nato nel 1866, debutta nel cinema nel 1911 a 45 anni in A Manly Man, un corto dell'IMP. Nei suoi primi film recita a fianco di Mary Pickford, diretto da Thomas H. Ince. In seguito, diventa uno degli attori preferiti di Herbert Brenon che Shay segue anche quando Brenon lascia l'IMP.
Nella sua carriera, durata dal 1911 al 1927, gira 108 pellicole. Appare anche in due film dedicati all'industria cinematografica, insieme agli altri attori della compagnia di produzione. La sua ultima apparizione - dopo un lungo intervallo di dieci anni in cui è rimasto assente dallo schermo - risale al 1927, in The Telephone Girl dove, ancora una volta, viene diretto da Herbert Brenon.

## Filmografia

### 1911
- A Manly Man, regia di Thomas H. Ince - cortometraggio (1911)
- Sweet Memories, regia di Thomas H. Ince - cortometraggio (1911)
- The Lighthouse Keeper, regia di Thomas H. Ince - cortometraggio (1911)
- The Forged Dispatch, regia di Thomas H. Ince - cortometraggio (1911)
- Just for Her - cortometraggio (1911)
- The Battle of the Wills - cortometraggio (1911)
- 'Tween Two Loves, regia di Thomas H. Ince - cortometraggio (1911)
- The Aggressor, regia di Thomas H. Ince, George Loane Tucker - cortometraggio (1911)
- From the Bottom of the Sea - cortometraggio (1911)
- Percy, the Masher - cortometraggio (1911)
- The Girl and the Half-Back - cortometraggio (1911)

### 1912
- The Dawn of Conscience - cortometraggio (1912)
- The Power of Conscience, regia di King Baggot e William Robert Daly - cortometraggio (1912)
- Mrs. Matthews, Dressmaker, regia di Francis J. Grandon  - cortometraggio (1912)
- Reflections from the Firelight, regia di Francis J. Grandon - cortometraggio (1912)
- The Tables Turned, regia di Thomas H. Ince - cortometraggio (1912)
- A Modern Highwayman, regia di Otis Turner - cortometraggio (1912)
- The Lie, regia di King Baggot e William Robert Daly - cortometraggio (1912)
- The Right Clue, regia di Otis Turner - cortometraggio (1912)
- A Timely Repentance, regia di William H. Clifford - cortometraggio (1912)
- Shamus O'Brien, regia di Otis Turner - cortometraggio (1912)
- The Man from the West, regia di Otis Turner - cortometraggio (1912)
- The Romance of an Old Maid, regia di Otis Turner - cortometraggio (1912)
- Tempted But True, regia di Otis Turner - cortometraggio (1912)
- Rescued by Wireless - cortometraggio (1912)
- The Loan Shark, regia di Otis Turner - cortometraggio (1912)
- The Lure of the Picture, regia di Otis Turner - cortometraggio (1912)
- Lady Audley's Secret, regia di Herbert Brenon - cortometraggio (1912)
- A Cave Man Wooing, regia di Otis Turner - cortometraggio (1912)
- The Peril, regia di Otis Turner - cortometraggio (1912)
- Up Against It, regia di Otis Turner - cortometraggio (1912)
- The Breakdown - cortometraggio
- The Schemers, regia di Otis Turner - cortometraggio (1912)
- A Child's Influence - cortometraggio (1912)
- Winning the Latonia Derby, regia di Otis Turner - cortometraggio (1912)
- In Old Tennessee, regia di Otis Turner - cortometraggio (1912)
- The Padrone's Daughter, regia di Herbert Brenon - cortometraggio (1912)
- The Love Test, regia di Herbert Brenon, E. Mason Hopper - cortometraggio (1912)
- The Millionaire Cop - cortometraggio (1912)
- The Cruel Stepmother - cortometraggio (1912)
- The Fugitives, regia di Herbert Brenon - cortometraggio (1912)
- A Strange Case - cortometraggio (1912)
- Leah, the Forsaken, regia di Herbert Brenon - cortometraggio (1912)
- The Open Road - cortometraggio (1912)
- Vengeance, regia di Herbert Brenon - cortometraggio  (1912)
- No Greater Love, regia di Herbert Brenon - cortometraggio  (1912)
- Lass o' the Light, regia di Herbert Brenon - cortometraggio (1912)
- The Long Strike, regia di Herbert Brenon - cortometraggio (1912)
- The New Magdalen (o A Designing Woman, riedizione 1916), regia di Herbert Brenon - cortometraggio (1912)

### 1913
- The Man Outside - cortometraggio (1913)
- In a Woman's Power, regia di Herbert Brenon - cortometraggio (1913)
- Hello Central, Give Me Heaven - cortometraggio (1913)
- King Danforth Retires - cortometraggio (1913)
- Now I Lay Me Down to Sleep - cortometraggio (1913)
- Kathleen Mavourneen, regia di Herbert Brenon - cortometraggio (1913)
- The Bishop's Candlesticks, regia di Herbert Brenon (1913)
- The Golden Hoard; or, Buried Alive, regia di William Humphrey (1913)
- Blood Will Tell, regia di Herbert Brenon (1913)
- She Never Knew, regia di Herbert Brenon (1913)
- Secret Service Sam, regia di Herbert Brenon - cortometraggio (1913)
- Self-Accused, regia di Frank Smith - cortometraggio (1913)
- The Angel of Death, regia di Herbert Brenon - cortometraggio (1913)
- His Mother's Birthday - cortometraggio (1913)
- The Last of the Madisons, regia di Herbert Brenon - cortometraggio (1913)
- 'Lizbeth - cortometraggio (1913)
- His Mother's Song - cortometraggio (1913)
- The Tale of a Fish, regia di William Robert Daly - cortometraggio (1913)
- Robespierre, regia di Herbert Brenon - cortometraggio (1913)
- The Miser's Son - cortometraggio (1913)
- Jane of Moth-Eaten Farm, regia di George Loane Tucker - cortometraggio (1913)
- His Hour of Triumph, regia di George Loane Tucker - cortometraggio (1913)
- On Pine Mountain - cortometraggio (1913)
- Jane's Brother, the Paranoiac, regia di George Loane Tucker - cortometraggio (1913)
- Time Is Money, regia di Herbert Brenon - cortometraggio (1913)
- Love or a Throne (o Love or an Empire, riedizione 1916), regia di Herbert Brenon - cortometraggio (1913)

### 1914
- Watch Dog of the Deep, regia di Herbert Brenon - cortometraggio (1914)
- The Doctor's Deceit - cortometraggio (1914)
- The Price of Sacrilege, regia di Herbert Brenon - cortometraggio (1914)
- The Sea Coast of Bohemia - cortometraggio (1914)
- The Stranger at Hickory Nut Gap - cortometraggio (1914)
- Neptune's Daughter, regia di Herbert Brenon (1914)
- Love and a Lottery Ticket, regia di Herbert Brenon - cortometraggio (1914)
- Wanted, a House, regia di Lee Beggs - cortometraggio (1914)
- Papa's Darling, regia di Ray C. Smallwood - cortometraggio (1914)
- The Old Rag Doll, regia di Herbert Brenon (1914)
- When the World Was Silent, regia di Herbert Brenon - cortometraggio (1914)
- The Messenger of Death - cortometraggio (1914)
- When the Heart Calls, regia di Herbert Brenon - cortometraggio (1914)
- Redemption, regia di Herbert Brenon - cortometraggio (1914)
- The Tenth Commandment, regia  di Herbert Brenon - cortometraggio (1914)
- In Self Defense, regia  di Herbert Brenon - cortometraggio (1914)
- Peg o' the Wilds, regia  di Herbert Brenon - cortometraggio (1914)
- Within the Gates of Paradise - cortometraggio (1914)

### 1915
- She Was His Mother - cortometraggio
- The Awaited Hour - cortometraggio
- Kreutzer Sonata, regia di Herbert Brenon (1915)
- Barriera di sangue (The Heart of Maryland), regia di Herbert Brenon (1915)
- The Clemenceau Case, regia di Herbert Brenon (1915)
- The Two Orphans, regia di Herbert Brenon (1915)
- Sin, regia di Herbert Brenon (1915)
- The Soul of Broadway, regia di Herbert Brenon (1915)

### 1916
- The Ruling Passion, regia di James C. McKay (1916)
- The Missing Witness, regia di Herbert Brenon - cortometraggio (1916)
- La figlia degli Dei (A Daughter of the Gods), regia di Herbert Brenon (1916)
- Her Message to Heaven - cortometraggio
- Bubbles, regia di Herbert Brenon - cortometraggio (1916)

### 1917
- In the Shadows of the Night - cortometraggio (1917)
- Broken Hearted (1917)
- The Sins of a Brother, regia di Herbert Brenon (1917)
- The Eternal Sin, regia di Herbert Brenon (1917)
- Old Faithful - cortometraggio (1917)
- The Lone Wolf, regia di Herbert Brenon (1917)
- The Fall of the Romanoffs, regia di Herbert Brenon (1917)

### 1927
- The Telephone Girl, regia di Herbert Brenon (1927)